# Liaison parfaite
 (janvier 2016).
Si vous disposez d'ouvrages ou d'articles de référence ou si vous connaissez des sites web de qualité traitant du thème abordé ici, merci de compléter l'article en donnant les références utiles à sa vérifiabilité et en les liant à la section « Notes et références ».
En mécanique une liaison est dite parfaite, si le contact se fait sans frottement, c'est-à-dire la puissance dissipée par cette liaison est nulle.
Considérons un solide {\displaystyle S_{1}} en contact ponctuel avec un autre solide {\displaystyle S_{2}}. En mécanique on sait que l'action de contact {\displaystyle {\vec {R}}} est égale à {\displaystyle {\vec {N}}+{\vec {T}}}, et pour que la puissance dissipée soit nulle, alors il faut que {\displaystyle dP={\vec {R}}.d{\vec {r}}=0}, ce qui n'est possible que si {\displaystyle {\vec {T}}={\vec {0}}}.